# Dumka (genere musicale)

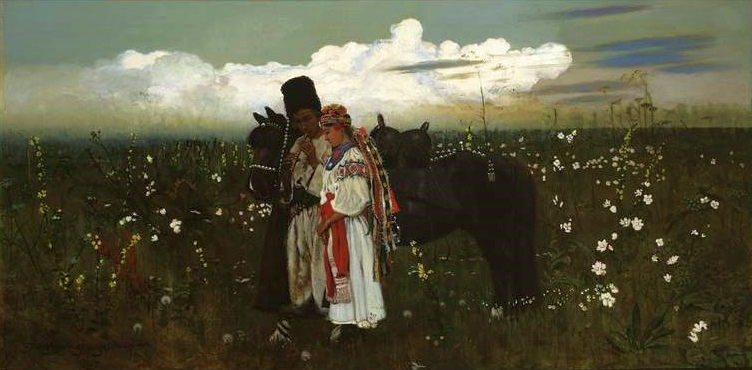
La dumka di Jarema (1879), un dipinto di Stanisław Masłowski nel Museo Nazionale di Varsavia.

Dumka (in ucraino думка?, dumka, plurale думки, dumky) è un termine musicale introdotto dalla lingua ucraina, con affini in altre lingue slave. La parola "dumka" significa letteralmente "pensiero". In origine, era il diminutivo del termine ucraino duma, pl. dumy, "una ballata epica slava (in particolare ucraina) ... generalmente di carattere esuberante o malinconico". I compositori classici ucraini e altri slavi hanno attinto ai modelli armonici nella musica popolare dei loro paesi per dare forma alle loro composizioni classiche più formali.

## Storia
La composizione di dumka divenne popolare dopo la pubblicazione di uno studio e di un'analisi etnomusicologica e una serie di conferenze illustrate del compositore ucraino Mykola Lysenko nel 1873 e nel 1874 a Kiev e San Pietroburgo. Le conferenze e la pubblicazione vennero illustrate da un'esibizione dal vivo del kobzar Ostap Veresaj che eseguì una serie di canti dumka con l'accompagnamento della sua bandura. Lo studio di Lysenko è stato il primo a indagare in modo specifico le melodie e l'accompagnamento strumentale suonato sulla bandura, kobza o lira del dumka epico.
Una parte naturale del processo di trasferimento della forma popolare tradizionale in un ambiente classico formale è stata l'appropriazione della forma Dumka da parte dei compositori slavi, in particolare di Antonín Dvořák. Così, nella musica classica, venne a significare "un tipo di musica strumentale che comporta cambiamenti improvvisi dalla malinconia all'esuberanza". Sebbene generalmente caratterizzati da un ritmo duplice dolcemente faticoso e sognante, molti esempi sono in metrica tripla, tra cui la popolare op. 72 n. 2 di Dvořák. L'ultimo e più noto trio per pianoforte di Dvořák, n. 4 in mi minore, op. 90, ha sei movimenti, ognuno dei quali è una Dumka; il pezzo è talvolta chiamato Dumky-Trio.

## Esempi
I principali esempi nel repertorio classico includono:
 Antonín Dvořák 
- Furioso con Dumka, op. 12 (1884) per pianoforte solo
- Dumka (Elegia), op. 35 (1876) per pianoforte solo
- Danze slave, op. 46 e 72, (Tre di sedici)
- Concerto per violino in la minore, op. 53, mv. 3 - sebbene basato su un Furiant, la parte centrale è una Dumka
- Sestetto per archi in la, op. 48 (1878), mv. 2: Dumka: Poco allegretto
- Quintetto per pianoforte n. 2 in la, op. 81 (1887), mv. 2: Dumka: Andante con moto
- Trio con pianoforte n. 4 in mi minore op. 90 (1891) - Trio Dumky
- Quartetto per archi n. 10 in mi bemolle maggiore op. 51 - B.92: II. Dumka. Andante Con Moto

 Sofia Mavrogenidou 
- Dumka per pianoforte solo
- Dumka per flauto, violoncello e pianoforte
- Dumka per violoncello e pianoforte
- Dumka per fisarmonica e flauto

 Leoš Janáček 
- Dumka per violino e pianoforte

 Bohuslav Martinů 
- Dumka (non numerato), H. 4 (1909 - Polička, Cecoslovacchia), per pianoforte solo
- Dumka No. 1, H. 249 (1936 - Parigi, Francia), per pianoforte solo
- Dumka No. 2, H. 250 (1936 - Parigi, Francia), per pianoforte solo
- Dumka No. 3, H. 285bis (1941 - Giamaica, NY, USA), per pianoforte solo

 Pëtr Čajkovskij 
- Dumka, op. 59 (Scene di un villaggio russo) per pianoforte solo (1886)

 Altri 
- Anatolij Kos-Anatol'skyj, Dumka e kolomiyka dall'opera Sojkino krylo
- Milij Balakirev, Dumka in mi bemolle minore (1900)
- Vasyl' Barvin'skyj, Dumka (1925)
- Aleksandr Borodin, Dumka (dal quintetto per pianoforte n.2 in la maggiore, op. 81)
- Fryderyk Chopin, Dumka, op. 74 n. 19, KK IVb/9, CT. 147
- Rebecca Clarke, Dumka, Duo concertante per violino e viola, con pianoforte (1941)
- Franz Liszt, Dumka, S 249B
- Mykola Lysenko, Rapsodia per pianoforte n. 2 (1877)
- Stanisław Moniuszko, aria di Jontek dall'opera Halka
- Modest Musorgskij, Aria di Parasja dall'opera La fiera di Soročincy
- Sergej Prokof'ev, Dumka in la minore (pubblicata postuma)
- Mikuláš Schneider-Trnavský, Dumka e danza per orchestra sinfonica (1909)
- M. Zawadsky, 12 dumka e 42 shumka
- V. Zaremba
- S. Zaremba
- Nikolaj Budaškin, Dumka (Träumerei) nell'Andante dal 'Concerto per Domra e Orchestra' Op.8 (1943).